# 康塔克特航空
康塔克特航空服务有限公司(德語：Contact Air Flugdienst GmbH & Co.)是一家德国航空公司，其总部及维修基地分别设于斯图加特和萨尔布吕肯。公司目前为汉莎区域航空的成员之一，主要以汉莎及瑞士国际航空的名义经营德国国内至欧洲主要城市的航班。

## 历史

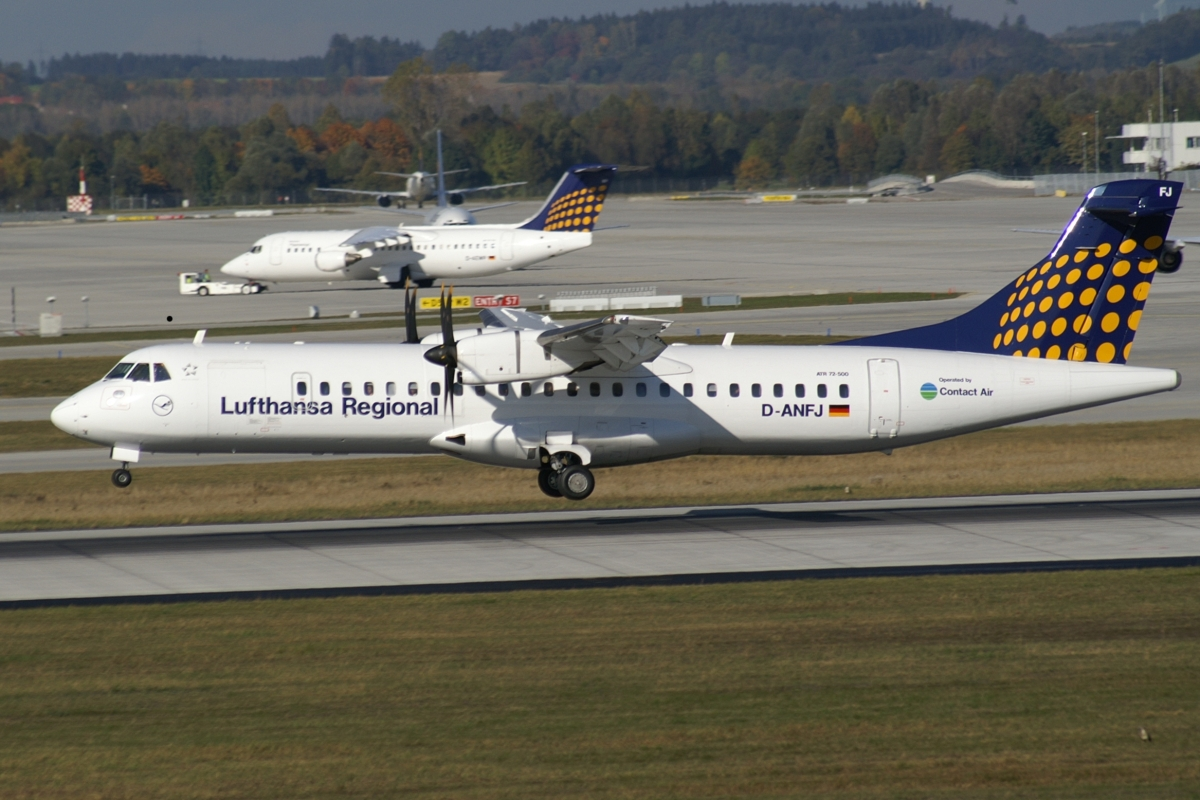
康塔克特航空在过去曾运营的一架ATR72飞机

康塔克特航空于1974年作为包机及商用航空公司由斯图加特商人金特·伊罕(Gunther Eheim)创立。并利用一架达索猎鹰20及若干架里尔喷射机在欧洲、北非和中东地区提供客运和空中救护服务。1982年，公司首次购入捷流-31和比奇空中国王200等涡轮螺旋桨飞机。
1983年，鉴于竞争对手斯图加特航空也开始开展商用航空业务，康塔克特航空随即与德国航空(汉莎城际航空的前身)签署其首个定期包机服务协议，以德国航空的名义经营萨尔布吕肯至杜塞尔多夫的航线，并独立增设明斯特/奥斯纳布吕克、斯图加特和慕尼黑之间的往返航班。机队在1987年开始购入庞巴迪冲8-100和-300机型，并自1988年起在萨尔布吕肯机场设立维修基地。
1996年康塔克特航空加入了新成立的区域航空品牌“汉莎团队”(Team Lufthansa)，随后公司便向汉莎城际航空租用11架福克50以取代原有的庞巴迪冲8。2003年又从欧洲之翼接收9架ATR72-500型飞机，并陆续将持有的福克机型分别售予伊朗、印尼、冰岛和肯尼亚客户。2004年1月起，公司开始在汉莎区域航空的品牌下运作，并于2005年再度接收欧洲之翼的6架ATR72-500和4架ATR42-500机型。

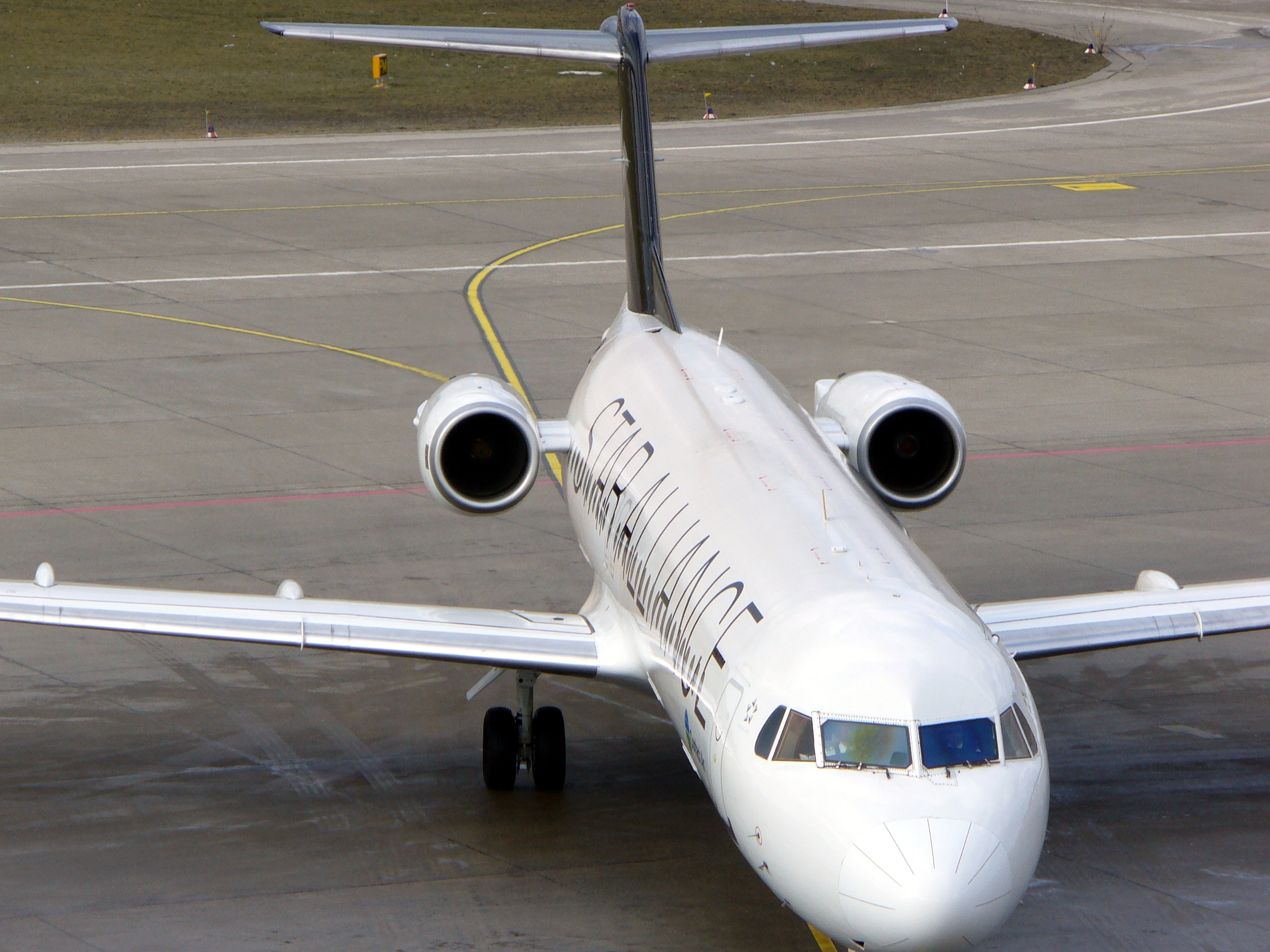
康塔克特航空一架星空联盟涂装的福克100型飞机

自2008年夏季时刻表起，康塔克特航空开始运营两架漆有全新的星空联盟涂装的瑞士国际航空福克100机型，并以瑞士国际航空的名义飞往一些欧洲目的地。此外公司还有6架汉莎区域航空的福克100，主要用于运营德国的国内航班。ATR机型则在2010年被全部放弃。

## 航点
康塔克特航空目前仅运营使用汉莎或瑞士班号的定期客运航班。重点提供德国国内及连接欧洲邻国的航班服务，所有航班均已汉莎区域航空的名义运营。

## 机队
截至2010年12月，康塔克特航空共拥有8架福克100型飞机，平均机龄为16.8年：

## 飞行事故
- 1993年1月6日，康塔克特航空的一架庞巴迪冲8-300型客机(注册号为D-BEAT)执飞汉莎航空5634号班机，由不来梅飞往巴黎。飞机在接近戴高乐机场时遭遇场内另一架大韩航空的波音747轮胎爆裂，跑道被暂时关闭。冲8飛機的飞行员被迫改变方向转至另一条跑道，并以高下降速率降落，导致飞机尾部率先坠地并断为两截，在跑道上拖行1800米后停止，没有发生火灾。事件共造成4名乘客死亡，19人受伤[6]。
- 2009年3月19日，康塔克特航空的一架福克100型客机(注册号为D-AFKA)执飞瑞士国际航空1342号班机，由苏黎世飞往华沙，机上载有29名乘客。起飞后约10分钟，当飞机正在向FL240飞行高度层爬升时，因发现液压系统发生故障，机组请求返回苏黎世。飞机在起飞升空约30分钟后安全降落在苏黎世机场16跑道，并未造成人员伤亡[7]。

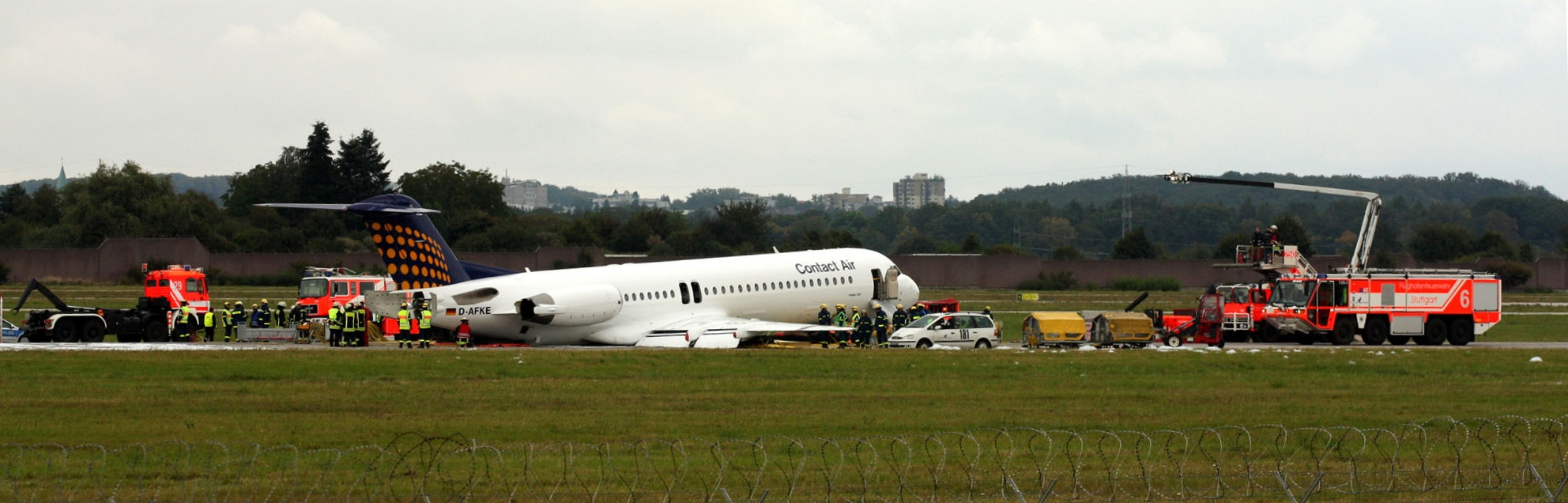
康塔克特航空执飞的汉莎288号班机在斯图加特机场紧急迫降

- 2009年9月14日，康塔克特航空的一架福克100型飞机(注册号为D-AFKE)[8] 执飞汉莎航空288号班机，由柏林飞往斯图加特。在飞机向斯图加特机场进近过程中，当机组人员试图放下起落架时，发现主起落架出现故障。飞机立即中止进近，开始盘旋，并着手排除故障。90分钟后，所有尝试均告失败，主起落架仍无法完全放下。机组于是决定进行紧急迫降。最后于当地时间10时49分，在主起落架仅部分放出的情况下，这架飞机以机腹着陆方式在斯图加特机场07跑道迫降。着陆时，与跑道摩擦产生的高温一度导致机腹起火，但因跑道喷满泡沫灭火剂，飞机最后安全停下，机上5名机组人员及73名乘客随后安全离开，其中包括时任德国社会民主党的主席弗朗茨·明特费林[9]。该飞机由台湾华信航空转让，在事故发生4天前才投入康塔克特航空服务，但已有14年机龄[7]。事故原因是飞机起落架液压阀故障，其内部的一些碎片造成液压系统阻塞[10]。